# Amplepuis
Amplepuis es una comuna francesa situada en el departamento de Ródano, de la región de Auvernia-Ródano-Alpes.

## Demografía
| 5 389 | 5 344 | 5 340 | 5 055 | 4 839 | 4 948 | 5 032 |
| Para los censos de 1962 a 1999 la población legal corresponde a la población sin duplicidades (Fuente: INSEE [Consultar]) |       |       |       |       |       |       |